# Alluvione di Palermo del febbraio 1931
L'alluvione di Palermo del 1931 è l'ultima grande alluvione (con perdita di vite umane) testimoniata che ha colpito la città di Palermo.

## Avvenimenti precedenti
A Palermo sono testimoniate cinque diverse alluvioni tra il XIX ed il XX secolo. Infatti si ricordano le alluvioni del 1557, 1666, 1689, 1769, 1772, 1778, 1851, 1862, 1907, 1925 ed infine al culmine l'alluvione del 1931. Da quel momento in poi non si sono riscontrati ulteriori cataclismi di questa portata.

## L'alluvione
Tra il 20 e il 24 febbraio si riversarono sulla città 618 mm di pioggia, di cui 395 in 50 ore di pioggia ininterrotta tra il 21 e il 23 febbraio. La conformazione di Palermo, una conca posta alla base di alte montagne, facilitò l'aumento del livello dell'acqua, che variava nei diversi punti della città tra i 2 m di via Roma, fino ai 6 m di piazza Sant'Onofrio: infatti la Conca d'oro non è omogenea ma caratterizzata in più punti da grosse depressioni. Altro particolare che influì fu la presenza, sopra e sotto il livello cittadino, di quattro flussi d'acqua principali: il Canale Passo di Rigano, il Papireto, il Kemonia ed il fiume Oreto; alcuni di questi canali erano deviati artificialmente sotto il livello stradale. Oltre al grosso volume d'acqua la città fu colpita da un fortissimo vento di tramontana che distrusse diversi muri.

## I danni
L'alluvione causò la morte di 10 persone e ne ferì altre 21. Andarono distrutte diverse abitazioni e strade, molti edifici storici subirono gravi danni, e la linea ferroviaria fu divelta. Ingenti furono anche i danni nelle campagne, dove le abitazioni rurali furono spazzate via. Inoltre la gru utilizzata per la costruzione del Palazzo delle Poste venne divelta dal forte vento crollando su un edificio adiacente.

## I soccorsi
A causa dell'alto livello dell'acqua i soccorsi tardarono ad arrivare; si organizzarono barche e ponti provvisori per trasportare in salvo le persone che si erano rifugiate nei piani più alti delle abitazioni. Il vento rendeva anche difficile la costruzione di ponti galleggianti.